# Begonia tropaeolifolia
Espèce
Synonymes
- Begonia tropaeolifolia var. puberula L.B.Sm. & B.G.Schub.[1]

Statut de conservation UICN

 EN B2ab(iii) : En danger
Begonia tropaeolifolia est une espèce de plantes de la famille des Begoniaceae.
L'espèce fait partie de la section Gobenia.
Elle a été décrite en 1859 par Alphonse Pyrame de Candolle (1806-1893).

## Répartition géographique
Cette espèce est originaire des pays suivants : Colombie ; Équateur.

## Liste des variétés
Selon Tropicos (23 février 2017) (Attention liste brute contenant possiblement des synonymes) :
- variété Begonia tropaeolifolia var. puberula L.B. Sm. & B.G. Schub.
- variété Begonia tropaeolifolia var. tropaeolifolia